# Tycherus glareosus
Tycherus glareosus är en stekelart som beskrevs av Ranin 1983. Tycherus glareosus ingår i släktet Tycherus och familjen brokparasitsteklar. Inga underarter finns listade i Catalogue of Life.